# Jamné (zámek)
Zámek Jamné stojí v obci Jamné v okrese Jihlava v Kraji Vysočina. Je chráněn jako kulturní památka České republiky.

## Historie
Nejstarším jádrem zámku je gotická věžovitá tvrz, rozšířená na konci 16. století (kolem roku 1591) Janem Šleklovským z Šicndorfu v renesanční podobě. Právě v roce 1591 prodal tvrz i ves Jamné spolu s vsi Rybné Zuzaně Lvové z Lisova za 9000 moravských zlatých. Od roku 1593 se spolumajitelem stal její manžel Fridrich Mičan z Klinštejna a od roku 1601 se píše jako Zuzana Mičanová z Lisova. V témže roce nechala zapsat tvrz Matouši Grýnovi ze Sturzenbergu a na Lukách. Roku 1609 mění tvrz majitele znovu, tentokrát se jím stal Jan Kundrát Šleglovský ze Šicndorfu, kterému ji prodal Karel Grýn ze Sturzenbergu. Od Jana Kundráta tvrz obratem kupuje jihlavský občan a protestant Daniel Neumaier z Wintenberku. Po porážce na Bílé hoře mu však byl majetek zkonfiskován a ten přešel do vlastnictví jezuitů. Ti ji nechali ve druhé polovině 17. století (kolem roku 1650) barokně upravit. Jako sídlo členů řádu však zámek sloužil pouze velmi omezeně, využívali jej především úředníci řádu a také zde byl letní byt jezuitů. Po zrušení řádu došlo k rychlému střídání majitelů. Mezi nimi byl od roku 1790 Václav Ignác Kalcher a následně rod Nussbaumů. V letech 1860-1890, kdy jej vlastnili Schillerové, došlo k jeho úpravě do dnešní pseudogotické podoby. Dnes se v budově nachází pošta.